# Мерянский язык
Меря́нский язы́к (др.-рус. мєр(ь)скъıї) — мёртвый финно-угорский язык, на котором говорило племя меря в центральной части России, проживавшее, по летописным и археологическим источникам, в районе озёр Неро и Плещеево (где находятся, соответственно, Ростов и Переславль-Залесский).
Об этом языке известно очень мало: фактически до нас дошли только данные топонимики (впрочем, неоднозначно трактуемые). Язык исчез в Средние века после того, как племя меря было ассимилировано славянами (последний раз меря упоминается в летописи в записи 907 года, распад племенной структуры мери относят ко временам Ярослава Мудрого).

## Исследования и классификация
Существует две основные версии относительно места мерянского языка в финно-угорской группе.
Согласно одной, он был близок к марийскому языку (из-за близости этнонимов мари и меря; её придерживался Макс Фасмер; проводился также анализ мерянской топонимики с опорой на марийские параллели). Известный этнограф финно-угровед С. К. Кузнецов писал, что при передвижении на восток самоназвание меря (мере) переходит в мари, и что при объяснении хорографических названий мерянской земли он прибегает к марийскому языку, поскольку больше ни один из известных языков для этого не пригоден.
Согласно другой версии, мерянский язык стоял ближе к прибалтийско-финским языкам. Сторонником этой гипотезы является Е. А. Хелимский, предложивший свой анализ мерянской топонимии и сделавший вывод, что мерянский язык был ближе к финно-угорским языкам «северо-западной» группы (прибалтийско-финским, саамским). По его мнению, наличие марийских параллелей не является критерием принадлежности мерянского языка к марийской группе, поскольку это хорошо объяснимо былой смежностью территорий. Например, в вепсском языке имеются малое число слов, общих для вепсского и марийского, но отсутствующих в прибалтийско-финских и мордовских.
Существует также особое мнение финно-угроведа А. М. Шаронова, что мерянский язык был диалектом эрзянского языка, однако оно не получило широкой научной поддержки.
Из-за наличия древних саамских топонимов глубоко — на юг к реке Волге — не отрицается также пограничное саамское/прибалтийско-финское положение мерянского языка.
Характерной особенностью мерянского языка некоторые исследователи отмечают образование множественного числа прибавлением к основе согласного -k, что сближает его с венгерским, — в отличие от показателя множественности -t (-d) во многих других финно-угорских языках.